# Gerhard Olschewski
Gerhard Olschewski (ur. 30 maja 1942 w Gąskach) – niemiecki aktor filmowy i telewizyjny. Wystąpił w ponad 120 filmach i serialach telewizyjnych. Laureat Srebrnego Niedźwiedzia dla najlepszego aktora na 26. MFF w Berlinie za rolę w filmie Utracone życie (1976) Ottokara Runzego.